# Bazilika Rođenja Isusova
Bazilika Rođenja Isusova naziv je crkve u Betlehemu za koju se vjeruje da je izgrađena na mjestu gdje je rođen Isus. Danas je ova crkva u zajedničkom vlasništvu Grčke pravoslavne patrijaršije u Jeruzalemu, Armenskog jeruzalemske patrijaršije i Kustodije Svete zemlje, to jest franjevaca koji u ime Svete stolice i Katoličke crkve čuvaju sveta mjesta. Kako kršćani širom svijeta ovom mjestu hodočaste još od 2. stoljeća UNESCO ga je 26. lipnja 2012. godine upisao na popis mjesta svjetske baštine u Aziji, uključujući i obližnje armenske, franjevačke, grkokatoličke i grkopravoslavne samostane, crkve, tornjeve, terasaste vrtove i hodočasničke staze. Isti dan je upisana i na popis ugroženih mjesta svjetske baštine zbog lošeg održavanja Bazilike, no zbog visoke kvalitete rada na Bazilici, obnove krova, vanjskih fasada, mozaika i vrata, UNESCO je 2. srpnja 2019. uklonio Baziliku s ovog popisa.

## Evanđelja i najstarija povijest
Nakon evanđelja koja govore o Isusovu rođenju u Betlehemu (Evanđelje po Mateju i Evanđelje po Luki), ali nikad ne kažu da se to dogodilo u spilji, najstariji je svjedok štovanja betlehemske spilje kao mjesta Isusova rođenja filozof i kasniji kršćanski mučenik Justin, koji je živio sredinom 2. stoljeća, porijeklom je bio iz grada Flavia Neapolis, današnjeg Nablusa u Palestini. U njegovom se tekstu prvi put spominje da je Isus rođen u spilji, što onda ponavlja i Origen u 3. stoljeću.

## Povijest izgradnje bazilike
Kod spilje Isusova rođenja izgrađena je 333. godine crkva Rođenja. Sagrađena je po Konstantinovu nalogu. U 6. st. bila je zamijenjena sadašnjom građevinom zahvatom cara Justinijana.

### Konstantinova bazilika
Anonimni hodočasnik iz Bordeauxa (Itinera Hierosolymitana, 333.) donosi prvu vijest o ovoj crkvi: »Ondje gdje je rođen Gospodin Isus podignuta je bazilika po Konstantinovu nalogu.« Potom Euzebije Cezarejski u propovijedi o Konstantivu što ju je vjerojatno izgovorio prilikom posvete bazilike Svetoga groba 335. (De Laudibus Constantini) potvrđuje da je crkva tada već postojala i da je podignuta nad spiljom: »Izabravši u Palestini tri mjesta koja su sadržavala tri mistične spilje, (Konstantin) ih je uresio bogatim zdanjima.« Isti autor u Konstantinovu životopisu (Vita Constantini, nakon 337.) pojašnjava: »Stoga je vjerna carica (Helena, Konstantinova majka) veličanstvenim zdanjima uresila spomen na porođaj Majke Božje, pobrinuvši se da u svemu zasja spilja rođenja, a nedugo nakon toga car je počastio to isto mjesto kraljevskim prinosima, dodajući velikodušnosti svoje majke zlatne i srebrne posude i ukrasne sagove.«
Ova prvotna građevina imala je vanjsko dvorište dugačko 30 m koje je vodilo prema atriju površine 45×28 m. i završavalo pred crkvom, kolonadom podignutom na jednu stepenicu, poput propileja. Sama je crkva bazilikalna građevina s 5 brodova te je zauzimala površinu 28×29 metara, bez oktogona, koji je na istočnoj strani bazilike predstavljao prostor svetišta. Oktogon je bio dvorana podignuta za tri stube, a sa svake strane bile su smještene niže prostorije, a između njih trokutasti traveji. Glavni i bočni brodovi komunicirali su s oktogonalnim svetištem kroz lukove. U središtu oktogona tri stube vode do ograde koja štiti duboku kružnu depresiju, kroz koju se gledalo u spilju u kojoj je rođen Isus. Oktogon je bio osvijetljen kroz opaion, kružni otvor na sredini tj. vršku piramidalnog krova. U unutrašnjosti su na podu bili mozaici. a prvotni ulaz u spilju bio je kroz stube pred oktogonom.
Predimenzionirano dvorište služilo je kao odmorište hodočasnicima i trgovcima koji su zadovoljavali njihove potrebe. Atrij je također bio velik te je bio otvoren vjernicima kao i nevjernicima. Oltar je bio u glavnom brodu, ponešto udaljen od stuba koje su vodile u oktogon. Oktogon je prvenstveno služio kao martirij koji je štitio mjesto Kristova rođenja. Opaion je simbolički na krovu i udubljenje u podu povezivalo mjesto gdje je rođen s nebom na koje je uzašao. Prije i poslije liturgije vjernici su mogli kružiti oktogonom i preko ograde gledati u špilju.

### Justinijanova bazilika
Konstantinova je bazilika ostala netaknuta kroz dva stoljeća, a oko 876. aleksandrijski patrijarh Eutih piše: »Godine 21. vladanja Justinijana pobunili su se u Palestini Samarijanci i razorili sve crkve te bacili na lomaču i pobili mnoge kršćane, te ih gorko mučili, a ubili su i biskupa Nablusa. Kad je vijest o tome stigla do Justinijana, on je poslao mnoge vojnike, koji su pobili mnoštvo Samarijanaca... (Car Justinijan) naložio je svome poslaniku da sruši crkvu u Betlehemu, koja je bila premala, te izgradi ondje sjajnu crkvu, veliku i lijepu, tako da se ni u Jeruzalemu ne nađe ljepša od nje.« Car ipak nije bio zadovoljan djelom svoga poslanika pa ga je pogubio pod optužbom da je prisvojio novac.
Povijesno je poznata pobuna Samarijanaca u Palestini u 6. st., upravo u vrijeme vladavine cara Justinijana, a i arheološka istraživanja pokazala su da je bazilika doista bila srušena i ponovno izgrađena. Nova je bazilika bila duža od Konstantinove, a u apsidalnom dijelu razvijena je u tri prostorije, od kojih je središnja povišena i predstavlja svetište. Nestao je Konstantinov oktogon, a ulaz u spilju s mjestom Isusova rođenja nije više bio ispred svetišta, nego dvama stubištima slijeva i zdesna. Na nekim dijelovima zidovi ove bazilike pokazuju da su nekoć bili obloženi mramorom. Na podu je također bio bijeli mramor, što je znak bogatstva. Mozaik se stavljao samo onda kada nije bilo dovoljno novca kako bi se kupio mramor.
614. godine u Palestinu su provalili Perzijanci, te su srušili sve crkve. Betlehemska bazilika jedina je izbjegla takvu sudbinu. Prema jednoj predaji, na pročelju bazilike nalazio se mozaik s likovima trojice mudraca (kod nas se često zovu i sveta Tri kralja), koji su se došli pokloniti novorođenom Isusu. Ti su mudraci bili prikazani u perzijskoj nošnji, te su im Perzijanci odali čast ne srušivši baziliku. Bazilika je ostala u takvu stanju sve do križarskoga doba.

### Od 12. stoljeća do turske vlasti
Od izgradnje pa do 12. stoljeća u bazilici nije bilo velikih promjena, osim redovitoga održavanja i popravljanja, posebice kada je riječ o dekoracijama. Iz izvještaja hodočasnikâ može se zaključiti da je bazilika imala jedan ili možda dva zvonika, no nije moguće sa sigurnošću odrediti njihovu točnu lokaciju. Opat Daniel (1106. – 1107.), ruski hodočasnik, spominje troja ulazna vrata, no ni on ne daje precizno mjesto. Svod je, vjerojatno već iz predkrižarskog doba, bio pokriven cedrovim drvetom, a ta je konstrukcija ostala i do današnjega dana.
Pet brodova bazilike međusobno su odijeljeni stupovima i to u četiri niz od po jedanaest stupova. Svi su iz bizantskog doba, a u 12. su stoljeću oslikani, te nose naizmjenično likove istočnih i zapadnih svetaca.
Iznad stupova, na sjevernom i južnom zidu u križarsko doba postavljeni su zidni mozaici koji prikazuju anđele, potom različite crkvene sabore, te Isusove pretke.  Danas se vidi samo šest anđela, a prikazani su kao žene u tunikama i s dugim pletenicama, koje stupaju u procesiji, ruku ispruženih prema apsidi. To su anđeli koji su se došli pokloniti novorođenom djetetu. Od prikaza sedam ekumenskih sabora, četiri mjesna sabora i dvaju sinoda, ostali su prikazi sveukupno njih sedam.
Kroz sljedeća stoljeća nije bilo većih zahvata u bazilici, a u 16. stoljeću Turci su poskidali mramor te ga prenijeli u Jeruzalem na područje džamija, gdje ga se i danas može vidjeti.
U 17. stoljeću pravoslavci su u svetištu podigli ikonostas koji postoji i danas, a 1842. obnovili su pod, te su na mjesto oduzetoga mramora stavili crvenkasti kamen. Bio je to dio obnove nakon potresa iz 1834.
Kroz ovo je razdoblje promjene doživio i glavni ulaz. Dok je Justinijanova bazilika imala troja vrata, od kojih su srednja bila veća, u križarsko su doba na pročelju prisutna samo jedna vrata, a i ona su manja od onih bizantskih. Konačno, u tursko doba (nakon 1517.) vrata su zazidana, a ostao je samo mali prolaz, vjerojatno kako bi se spriječilo Turke da s konjima ulaze u baziliku.

## »Status quo«i današnje stanje
U razdoblju turske vlasti (od 1517.) različite su Crkve stekle vlasništa i prava unutar bazilike, što je često dovodilo do sukoba među kršćanima različitih konfesija. Slično kao i u bazilici Svetoga groba, već od vremena vlasti Mameluka, a osobito u doba Osmanskog carstva, vladari su nastojali izvući korist od zanimanja Crkava za mjesto Isusova rođenja, pa su ta prava i vlasništva naplaćivali.

### Nastanak »Statusa quo«
Na koncu je turski sultan u dva navrata priznao tzv. „Status quo“ (1757. i 1852.). Riječ je o nizu mahom nepisanih pravila koja vladaju unutar bazilike Rođenja Isusova, a određuju vlasništvo i prava pojedinih Crkava. Prema tome pravilniku, vlasnici crkve su skupa grčka pravoslavna Jeruzalemska patrijaršija, Jeruzalemska patrijaršija Armenske istočne pravoslavne Crkve, te Franjevačka Kustodija Svete zemlje u ime Katoličke Crkve. Usto, određena prava pripadaju i manjim Crkvama. Osim Osmanskog carstva, jamci "Statusa quo" postale su i velike europske sile, posebice Rusija, Francuska, Španjolska, te tadašnje talijanske države, što je kasnije preuzela Italija. "Status quo" koji je, osim odredbi za baziliku Rođenja Isusova, sadržavao i one koje se tiču drugih svetišta Svete zemlje, postao je dijelom dogovora Bečkog (1814. – 1815.) i osobito Berlinskog kongresa (1878.).

### Nakon Prvog svjetskog rata
Za vrijeme Britanskog mandata u Palestini, „Status quo“ je ostao na snazi, kao i u Jordanskom Kraljevstvu (1948. – 1967.) i Izraelu (od 1967.).
Bazilika Svetog groba i danas je vođena prema pravilima „Statusa quo“ i, premda povremeno dolazi do nesporazuma među različitim kršćanskim zajednicama, obično ne dolazi do sukoba.

### Današnje stanje
Danas u bazilici Rođenja Isusova djeluju pravoslavni Grci, koji su i vlasnici njezina najvećeg dijela, što uključuje pet brodova bazilike, svetište i desnu apsidu koja se nastavlja na južne pokrajnje brodove. Usto, uz baziliku imaju i svoj manastir.
Armenska istočna pravoslavna Crkva posjeduje lijevu apsidu koja se nastavlja na sjeverne pokrajnje brodove, gdje se nalaze i dva armenska oltara. Za Božić oni ove oltare prepuštaju na korištenje, jedan Sirskoj ortodoksnoj Crkvi, a drugi Koptskoj Crkvi.
Kustodija Svete zemlje, a time i Katolička crkva posjeduju prolaz kroz tu sjevernu apsidu prema spilji Isusova rođenja. Osim toga, franjevci Kustodije Svete zemlje, uz sjevernu stijenu bazilike imaju svoj klaustar i crkvu svete Katarine u kojoj se na Božić održava polnoćka, a nakon toga i procesija do spilje Rođenja. Sjeverno od crkve svete Katarine i klaustra nalazi se franjevački samostan, te svratište za hodočasnike pod nazivom »Casa Nova« (Nova kuća).
Zbog »Statusa quo« nije lagano održavanje bazilike Rođenja Isusova, jer je za svaku promjenu na dijelovima bazilike koji pripadaju svim trima Crkvama potreban pristanak sviju. Takav je slučaj s drvenim krovom bazilike koji je u izuzetno lošem stanju, no ne uspijeva se doći do dogovora oko obnove.

## Spilja Rođenja
U kripti bazilike Rođenja Isusova nalazi se spilja Rođenja. Riječ je o djelomično prirodnoj, a djelomično umjetno uređenoj spilji u kojoj su prisutne najranije kršćanske uspomene. U spilju se ulazi, od Justinijanove obnove, dvama stubištima s juga i sjevera, ispod svetišta.

### Jaslice
Najstariji spomen štovane spilje je onaj Justina mučenika iz sredine 2. stoljeća, a potom i dolaze i svjedočanstva ostalih. Sveti Jeronim 395. u Pismu Paulinu pojašnjava da je rimski car Hadrijan namjerno na mjestu što su ga kršćani štovali dao napraviti svetište boga Tamuza, to jest Adonisa, te spominje i druge spilje oko one u kojoj je rođen Isus. Jeronim u svojoj Božićnoj propovijedi izvješćuje da su u njegovo vrijeme prvotne, vjerojatno kamene jasle, bile zamijenjene zlatnim i srebrnim.
U 12. stoljeću dijelovi ovih jasli prenijeti su u baziliku svete Marije Velike (tal. Santa Maria Maggiore) u Rimu.
Na mjestu jaslica, u desnom, južnom dijelu spilje, nalazi se danas mramorni spomen na te jasle, a nasuprot njima oltar Triju mudraca (ili sveta Tri kralja). Maleni prostor između jaslica i oltara na nešto je nižoj razini u odnosu na ostatak spilje, te je odijeljen trima stepenicama i stupom.
Prostor jaslica u isključivom je vlasništvu Katoličke Crkve, te se za njega brinu franjevci Kustodije Svete zemlje.

### Mjesto Rođenja
Premda najstarija svjedočanstva govore o štovanju jaslica, a ne mjesta samoga rođenja, već sveti Jeronim u 4. stoljeću spominje oltar nad mjestom Rođenja. S vremenom će ovo mjesto dobiti veću važnost od jaslica.
Ipak, u arheološkim istraživanjima utvrđeno je da je na mjestu koje se danas štuje kao mjesto Rođenja, bio izvorno ulaz u spilju, pa je malo vjerojatno da se ondje dogodilo Isusovo rođenje. U bizantsko je doba taj ulaz zatvoren malom apsidom u koju je ugrađen oltar. U 12. stoljeću križari su pod oltar postavili zvijezdu s latinskim natpisom koji spominje Isusovo rođenje od Djevice Marije. Iz istoga je razdoblja i mozaik u gornjem dijelu apside na kojem su vidljivi dijelovi prikaza Rođenja, te latinski natpis: Gloria in excelsis Deo et in terra pax hominibus, »Slava Bogu na visini i na zemlji mir ljudima.«
Danas na ovom oltaru, koji zauzima središnje mjesto u spilji Rođenja, svoju liturgiju služe pravoslavni Grci i predstavnici Armenske ckrve. Brojni hodočasnici koji dolaze u Betlehem običavaju kleknuti na tom mjestu i poljubiti zvijezdu koja označava mjesto Rođenja.

## Okolne spilje
Već sveti Jeronim spominje više spilja raspoređenih oko mjesta Isusova rođenja. Danas se te spilje nalaze u vlasništvu franjevaca, a čuvaju različite uspomene. Među njima svakako je najznačajnija uspomena na boravak svetog Jeronima u Betlehemu. On je ovdje, uz spilju Rođenja, osnovao samostan, te ovdje preveo Bibliju s izvornih jezika, hebrejskog i grčkog na latinski. Taj se prijevod stoljećima kasnije koristio kao službeni prijevod Svetog pisma u Zapadnoj, Katoličkoj Crkvi.
Ovdje nalazi i nekoliko grobnica. Kroz povijest one su se pripisivale raznim osobama, a između ostalih, prema jednoj predaji, ovdje bi bila pokopana i Nevina dječica, što ih je Herod dao pogubiti prilikom Isusova rođenja. Ipak, arheolozi su utvrdili da je riječ o grobovima odraslih osoba. Ovdje je bio i grob samog svetog Jeronima, no kasnije je prenijet u Rim, te se nalazi u istoj crkvi gdje i dijelovi jaslica.
U ove se spilje silazi stepenicama iz franjevačke crkve svete Katarine, a postoje i vrata koja izravno vode u spilju Rođenja. Ona se otvaraju jednom dnevno kad kroz njih prolazi franjevačka procesija, te na Božić, Bogojavljenje i blagdan svete Katarine.